# Vanessa Van de Vijver
Vanessa Van de Vijver is een Belgisch voormalig jiujitsuka.

## Levensloop
Van de Vijver zette haar eerste stappen op de tatami van Ippon Zwijndrecht.
Op de Wereldspelen van 2005 behaalde ze samen met Sandy Van Landeghem brons op het onderdeel 'duo'. Tevens behaalden ze tweemaal brons (in 1998 in het Duitse Berlijn en in 2002 in het Uruguayaans Punta del Este) en eenmaal zilver (in 2000 in het Deense Kopenhagen) op de wereldkampioenschappen. Op de WK's van 2004 in het Spaanse Móstoles (nabij Madrid) en 2006 in het Nederlandse Rotterdam werden ze telkens vijfde. Op de Europese kampioenschappen behaalde het duo in 2001 goud en in 1999 in het Britse Leeds brons.